# Шиханов Руслан Борисович
Шиханов Руслан Борисович (нар. 27 квітня 1972, м. Ізмаїл, Одеська область) – український історик і громадський діяч. Кандидат історичних наук (1999), доцент кафедри всесвітньої історії Запорізького національного університету (2002). Заслужений працівник освіти України (2010). Член Запорізького наукового товариства імені Якова Новицького (з 1998). Член Запорізького обласного товариства дослідників історії і культури Центральної та Східної Європи (з 2002). Заступник голови Запорізької обласної державної адміністрації (з 22 лютого 2021 по 25 квітня 2022 р.).

## Освіта
Закінчив Ізмаїльську дитячу художню школу за профілем "Станкове мистецтво" (1986).
Закінчив Ізмаїльське середнє професійно-технічне училище №9 за профілем «Муляр-штукатур» (1990, з відзнакою), отримав кваліфікацію «муляр-штукатур ІІІ розряду».
Закінчив історичний факультет Запорізького державного університету за фахом «Історія України» (1995, з відзнакою), отримав кваліфікацію «історик, викладач історії».
Закінчив аспірантуру Запорізького державного університету (1998).
Захистив дисертацію кандидата історичних наук на тему «Біржі Південної України. 1886-1914 рр.» (Запорізький державний університет, 1999). Науковий керівник - доктор історичних наук, професор Лях Сергій Романович.

## Родина
Батько Шиханов Борис Васильович (1935-1988) – технік-електрик, працював боцманом Дунайського пароплавства; мати Шиханова (Ковбасюк) Ніна Степанівна (1935-2003) – вчитель математики та фізики середньої школи №16 м.Ізмаїл Одеської області; дружина (2010-2016) Шиханова (Заховавко) Любов Вікторівна (1984) – економіст.

## Професійна кар'єра
01.09.1979-30.06.1989 – учень, Середня школа №7 м. Ізмаїл, Одеська область.
01.09.1989-30.06.1990 – курсант, Ізмаїльське середнє професійно-технічне училище №9 (м. Ізмаїл, Одеська область).
01.09.1990-30.06.1995 – студент історичного факультету, Запорізький державний університет.
01.09.1994-31.08.1996 – вчитель історії та права, Середня школа №95 м. Запоріжжя (за сумісництвом).
01.09.1997-30.06.1998 – науковий співробітник, Інститут козацтва при Запорізькому державному університеті (за сумісництвом).
01.11.1995-31.10.1998 – аспірант, 02.11.1998-01.09.1999 – асистент, 01.09.1999-09.04.2001 – старший викладач, 09.04.2001-23.12.2002 – виконуючий обов’язки доцента, 23.12.2002-25.08.2008 – доцент кафедри всесвітньої історії (з 01.02.2006 – всесвітньої історії та міжнародних відносин, Запорізький державний університет (з 28.01.2005 – Запорізький національний університет).
26.08.2008-19.04.2010 – доцент кафедри всесвітньої історії та міжнародних відносин, Запорізький національний університет (за сумісництвом).
01.10.2007-30.05.2008 – заступник директора, Установа «Тендерна палата Запорізької області» (за сумісництвом).
26.08.2008-14.04.2009 – помічник голови, 15.04.2009-19.04.2010 – начальник відділу забезпечення діяльності керівництва облдержадміністрації, Запорізька обласна державна адміністрація.
20.04.2010-22.02.2021 – доцент кафедри всесвітньої історії та міжнародних відносин, Запорізький національний університет. З 01.03.2021 по 30.04.2022 – доцент кафедри всесвітньої історії та міжнародних відносин, Запорізький національний університет (за сумісництвом).
22.02.2021-25.04.2022 – заступник голови, Запорізька обласна державна адміністрація.
З 02.05.2022 – доцент кафедри всесвітньої історії та міжнародних відносин, Запорізький національний університет.

## Політична та громадська діяльність
Член Об’єднання «Молода Україна» (10.1996-10.1997).
Член політичної партії «Реформи і порядок» (10.1997-05.1999).
Член політичної партії «Молода Україна» (05.1999-12.2000). Член Ради Запорізької обласної організації політичної партії «Молода Україна» (05.1999-12.2000).
Член політичної партії «Трудова Україна» (01.2001-12.2005). Голова правління (24.03-26.04.2001), заступник голови правління – керівник секретаріату правління (26.04.2001-15.12.2005), Запорізька обласна організація політичної партії «Трудова Україна». Голова Запорізького міського комітету політичної партії «Трудова Україна» (31.07.2001-06.11.2004). Член Політради політичної партії «Трудова Україна» (23.04-15.12.2005).
Член політичної партії Всеукраїнське об’єднання «Батьківщина» (08.2013-08.2015). 09.2013-06.2014 – заступник голови з організаційної роботи–керівник виконавчого секретаріату, Запорізька обласна організація політичної партії Всеукраїнське об’єднання «Батьківщина». Член бюро Запорізької обласної організації політичної партії Всеукраїнське об’єднання «Батьківщина» (09.2013-01.2015).
04.2001-05.2002 – помічник-консультант (на громадських засадах) народного депутата України С. Л. Тігіпка.
07.2004-05.2006 – помічник-консультант (на громадських засадах) народного депутата України Я. М. Сухого.
08-10.2010 – помічник-консультант (на громадських засадах) народного депутата України І. І. Криля.
03.1998 – кандидат у народні депутати України від політичної партії «Реформи і порядок», №170 в списку.
Член Запорізького наукового товариства імені Якова Новицького (з 1998).
Член Запорізького обласного товариства дослідників історії і культури Центральної та Східної Європи (з 2002).

## Основні наукові праці
Главы государств и правительств стран Европы и Америки : Хронологический справочник. Запорожье: РА “Тандем-У”, 1997. 196 с.
Открытое акционерное общество металлургический комбинат “Запорожсталь”. 1933-1998. Запорожье: РА “Тандем-У”, 1998. 112 с.
Главы государств и правительств стран Африки, Азии, Австралии и Океании : Хронологический справочник. Запоріжжя: РА “Тандем-У”, 2000. 320 c.
Керiвники міста Запоріжжя (1939-2000 рр.) : Біографічний довідник. Запорiжжя: "Тандем-У", 2000. 72 с.
Керівники Запорізької області (1939-2000 рр.) : Біографічний довідник. Запоріжжя: РА “Тандем-У”,2000. 72 c.
Запорожсталь. Симфония металла. Запорожье : РА «Тандем-У», 2003. 448 с. (співавтори: А.Бойко, Ю.Головко, Н.Кузьменко, Г.Лютый, Н.Михайлов, О.Матвиенко, В.Текуч, С.Шкарупа).
Керівники міста Запоріжжя (1921-1939 роки). Запоріжжя : РА "Тандем-У", 2008. 136 с.
Комунарський район міста Запоріжжя (1977-2007 роки) : Становлення та розвиток місцевих органів влади. Запоріжжя : РА «Тандем-У», 2007. 120 с.
Шевченківський район міста Запоріжжя (1962-2007 роки) : Становлення та розвиток місцевих органів влади. Запоріжжя : ВАТ "Мотор Січ", 2008. 180 с.
Ленінський район міста Запоріжжя (1928-2008 роки) : Становлення та розвиток місцевих органів влади. Запоріжжя : Інтер-М, 2008. 384 с.
Хто є хто на Запоріжжі : Біографічний довідник. 2008 рік. Запоріжжя : Тандем Арт Студія, 2009. 212 с.
Заводський район міста Запоріжжя (1969-2009 роки): Становлення та розвиток місцевих органів влади. Запоріжжя : Тандем Арт Студія, 2009. 208 с.
Жовтневий район міста Запоріжжя (1935-2010 роки): Становлення та розвиток місцевих органів влади. Запоріжжя : Тандем Арт Студія, 2010. 274 с.
Керівники міста Запоріжжя (1939-2011 роки) : Біографічний довідник. Запоріжжя: АА Тандем, 2011. 100 с.
Глави держав та урядів країн Ібероамерики : Хронологічний довідник. Запоріжжя : ЗНУ, 2012. 136 с.
Шиханов Р.Б. Керівники Запорізької області (1939-2014 роки): Біографічний довідник. Запоріжжя: Тандем Арт Студія, 2014. 126 с.
Почесні громадяни міста Запоріжжя : Біографічні нариси. Запоріжжя : Привоз принт, 2015. 146 с.

## Нагороди
Почесне звання «Заслужений працівник освіти України» (20.01.2010).